# Danh sách tên miền Internet đang được đăng ký lâu đời nhất
Dưới đây là danh sách tên miền cấp cao đang được đăng ký lâu đời nhất trong Hệ thống Tên miền Internet.
Trước khi bước sang cuối tháng 2 năm 1986, việc đăng ký tên miền chỉ dành riêng cho các tổ chức có khả năng truy cập vào ARPA. Ngày 24 tháng 2 năm 1986, thông tin về việc đăng ký tên miền được được tiết lộ công khai trên USEnet.

## .com
| Thứ hạng | Ngày đăng ký         | Tên miền       | Được đăng ký cho                                     |
| -------- | -------------------- | -------------- | ---------------------------------------------------- |
| 1        | 15 tháng 3 năm 1985  | symbolics.com  | Symbolics                                            |
| 2        | 24 tháng 4 năm 1985  | bbn.com        | BBN Technologies                                     |
| 3        | 24 tháng 5 năm 1985  | think.com      | Thinking Machines                                    |
| 4        | 11 tháng 7 năm 1985  | mcc.com        | Microelectronics and Computer Technology Corporation |
| 5        | 30 tháng 9 năm 1985  | dec.com        | Digital Equipment Corporation                        |
| 6        | 7 tháng 11 năm 1985  | northrop.com   | Northrop Corporation                                 |
| 7        | 9 tháng 1 năm 1986   | xerox.com      | Xerox                                                |
| 8        | 17 tháng 1 năm 1986  | sri.com        | SRI International                                    |
| 9        | 3 tháng 3 năm 1986   | hp.com         | Hewlett-Packard                                      |
| 10       | 5 tháng 3 năm 1986   | bellcore.com   | Bell Communications Research                         |
| 11       | 19 tháng 3 năm 1986  | ibm.com        | IBM                                                  |
| 12       | 19 tháng 3 năm 1986  | sun.com        | Sun Microsystems                                     |
| 13       | 25 tháng 3 năm 1986  | intel.com      | Intel                                                |
| 14       | 25 tháng 3 năm 1986  | ti.com         | Texas Instruments                                    |
| 15       | 25 tháng 4 năm 1986  | att.com        | AT&T                                                 |
| 16       | 8 tháng 5 năm 1986   | gmr.com        | General Motors Research Laboratories                 |
| 17       | 8 tháng 5 năm 1986   | tek.com        | Tektronix                                            |
| 18       | 10 tháng 7 năm 1986  | fmc.com        | FMC Corporation                                      |
| 19       | 10 tháng 7 năm 1986  | ub.com         | Ungermann-Bass                                       |
| 20       | 5 tháng 8 năm 1986   | bell-atl.com   | Bell Atlantic                                        |
| 21       | 5 tháng 8 năm 1986   | ge.com         | General Electric                                     |
| 22       | 5 tháng 8 năm 1986   | grebyn.com     | Grebyn Corporation                                   |
| 23       | 5 tháng 8 năm 1986   | isc.com        | Interactive Systems Corporation                      |
| 24       | 5 tháng 8 năm 1986   | nsc.com        | National Semiconductor                               |
| 25       | 5 tháng 8 năm 1986   | stargate.com   | Stargate Information Services                        |
| 26       | 2 tháng 9 năm 1986   | boeing.com     | Boeing                                               |
| 27       | 18 tháng 9 năm 1986  | itcorp.com     | Interrupt Technology Corporation                     |
| 28       | 29 tháng 9 năm 1986  | siemens.com    | Siemens AG                                           |
| 29       | 18 tháng 10 năm 1986 | pyramid.com    | Pyramid Technology                                   |
| 30       | 27 tháng 10 năm 1986 | alphacdc.com   | Alpha Communications Development Corporation         |
| 31       | 27 tháng 10 năm 1986 | bdm.com        | BDM Corporation                                      |
| 32       | 27 tháng 10 năm 1986 | fluke.com      | Fluke Corporation                                    |
| 33       | 27 tháng 10 năm 1986 | inmet.com      | Intermetrics                                         |
| 34       | 27 tháng 10 năm 1986 | kesmai.com     | Kesmai                                               |
| 35       | 27 tháng 10 năm 1986 | mentor.com     | Mentor Graphics                                      |
| 36       | 27 tháng 10 năm 1986 | nec.com        | NEC Corporation                                      |
| 37       | 27 tháng 10 năm 1986 | ray.com        | Raytheon                                             |
| 38       | 27 tháng 10 năm 1986 | rosemount.com  | Rosemount Inc.                                       |
| 39       | 27 tháng 10 năm 1986 | vortex.com     | Vortex Technology                                    |
| 40       | 5 tháng 11 năm 1986  | alcoa.com      | Alcoa                                                |
| 41       | 5 tháng 11 năm 1986  | gte.com        | General Telephone and Electronics                    |
| 42       | 17 tháng 11 năm 1986 | adobe.com      | Adobe Systems                                        |
| 43       | 17 tháng 11 năm 1986 | amd.com        | Advanced Micro Devices (AMD)                         |
| 44       | 17 tháng 11 năm 1986 | das.com        | DA Systems, Inc.                                     |
| 45       | 17 tháng 11 năm 1986 | data-io.com    | Data I/O Corporation                                 |
| 46       | 17 tháng 11 năm 1986 | octopus.com    | Octopus Enterprises                                  |
| 47       | 17 tháng 11 năm 1986 | portal.com     | Portal Communications Company                        |
| 48       | 17 tháng 11 năm 1986 | teltone.com    | Teltone Corporation                                  |
| 49       | 11 tháng 12 năm 1986 | 3com.com       | 3Com Corporation                                     |
| 50       | 11 tháng 12 năm 1986 | amdahl.com     | Amdahl Corporation                                   |
| 51       | 11 tháng 12 năm 1986 | ccur.com       | Concurrent Computer Corporation                      |
| 52       | 11 tháng 12 năm 1986 | ci.com         | Cognition, Inc.                                      |
| 53       | 11 tháng 12 năm 1986 | convergent.com | Convergent Technologies                              |
| 54       | 11 tháng 12 năm 1986 | dg.com         | Data General                                         |
| 55       | 11 tháng 12 năm 1986 | peregrine.com  | Peregrine Systems                                    |
| 56       | 11 tháng 12 năm 1986 | quad.com       | Quadratron Systems Inc.                              |
| 57       | 11 tháng 12 năm 1986 | sq.com         | SoftQuad                                             |
| 58       | 11 tháng 12 năm 1986 | tandy.com      | Tandy Corporation                                    |
| 59       | 11 tháng 12 năm 1986 | tti.com        | Citicorp/TTI                                         |
| 60       | 11 tháng 12 năm 1986 | unisys.com     | Unisys                                               |
| 61       | 19 tháng 1 năm 1987  | cgi.com        | Carnegie Group Inc.                                  |
| 62       | 19 tháng 1 năm 1987  | cts.com        | Crash TimeSharing                                    |
| 63       | 19 tháng 1 năm 1987  | spdcc.com      | S.P. Dyer Computer Consulting                        |
| 64       | 19 tháng 2 năm 1987  | apple.com      | Apple Computer                                       |
| 65       | 4 tháng 3 năm 1987   | nma.com        | Network Management Associates                        |
| 66       | 4 tháng 3 năm 1987   | prime.com      | Prime Computer                                       |
| 67       | 4 tháng 4 năm 1987   | philips.com    | Philips                                              |
| 68       | 23 tháng 4 năm 1987  | datacube.com   | Datacube Inc.                                        |
| 69       | 23 tháng 4 năm 1987  | kai.com        | Kuck and Associates, Inc.                            |
| 70       | 23 tháng 4 năm 1987  | tic.com        | Texas Internet Consulting                            |
| 71       | 23 tháng 4 năm 1987  | vine.com       | Vine Technology                                      |
| 72       | 30 tháng 4 năm 1987  | ncr.com        | NCR Corporation                                      |
| 73       | 14 tháng 5 năm 1987  | cisco.com      | Cisco Systems                                        |
| 74       | 14 tháng 5 năm 1987  | rdl.com        | Research Development Laboratories                    |
| 75       | 20 tháng 5 năm 1987  | slb.com        | Schlumberger Limited                                 |
| 76       | 27 tháng 5 năm 1987  | parcplace.com  | ParcPlace Systems, Inc.                              |
| 77       | 27 tháng 5 năm 1987  | utc.com        | United Technologies Corporation                      |
| 78       | 26 tháng 6 năm 1987  | ide.com        | Interactive Development Environments                 |
| 79       | 9 tháng 7 năm 1987   | trw.com        | TRW                                                  |
| 80       | 13 tháng 7 năm 1987  | unipress.com   | Unipress Software                                    |
| 81       | 27 tháng 7 năm 1987  | dupont.com     | DuPont                                               |
| 82       | 27 tháng 7 năm 1987  | lockheed.com   | Lockheed Corporation                                 |
| 83       | 28 tháng 7 năm 1987  | rosetta.com    | Rosetta Consulting                                   |
| 84       | 18 tháng 8 năm 1987  | toad.com       | John Gilmore                                         |
| 85       | 31 tháng 8 năm 1987  | quick.com      | Quicksilver Engineering                              |
| 86       | 3 tháng 9 năm 1987   | allied.com     | AlliedSignal                                         |
| 87       | 3 tháng 9 năm 1987   | dsc.com        | Digital Sound Corporation                            |
| 88       | 3 tháng 9 năm 1987   | sco.com        | Santa Cruz Operation                                 |
| 89       | 22 tháng 9 năm 1987  | gene.com       | Genentech                                            |
| 90       | 22 tháng 9 năm 1987  | kccs.com       | KC Computer Sciences                                 |
| 91       | 22 tháng 9 năm 1987  | spectra.com    | Spectragraphics Corporation                          |
| 92       | 22 tháng 9 năm 1987  | wlk.com        | W.L. Kennedy Jr. & Associates                        |
| 93       | 30 tháng 9 năm 1987  | mentat.com     | Mentat Inc.                                          |
| 94       | 14 tháng 10 năm 1987 | wyse.com       | Wyse Technology                                      |
| 95       | 2 tháng 11 năm 1987  | cfg.com        | Caine, Farber & Gordon, Inc.                         |
| 96       | 9 tháng 11 năm 1987  | marble.com     | Marble Associates, Inc.                              |
| 97       | 16 tháng 11 năm 1987 | cayman.com     | Cayman Systems, Inc.                                 |
| 98       | 16 tháng 11 năm 1987 | entity.com     | Entity Cyber, Inc.                                   |
| 99       | 24 tháng 11 năm 1987 | ksr.com        | Kendall Square Research                              |
| 100      | 30 tháng 11 năm 1987 | nynexst.com    | NYNEX Science & Technology                           |
| Nguồn:   |                      |                |                                                      |

## .org
| Thứ hạng | Ngày đăng ký         | Tên miền        | Được đăng ký cho                                           |
| -------- | -------------------- | --------------- | ---------------------------------------------------------- |
| 0        | 17 tháng 1 năm 1985  | darpa.org       | DARPA                                                      |
| 1        | 10 tháng 7 năm 1985  | mitre.org       | Mitre Corporation                                          |
| 2        | 25 tháng 3 năm 1986  | src.org         | Semiconductor Research Corporation                         |
| 3        | 10 tháng 7 năm 1986  | super.org       | Center for Computing Sciences                              |
| 4        | 7 tháng 1 năm 1987   | aero.org        | The Aerospace Corporation                                  |
| 5        | 15 tháng 1 năm 1987  | mcnc.org        | Microelectronics Center of North Carolina                  |
| 6        | 2 tháng 4 năm 1987   | rand.org        | RAND Corporation                                           |
| 7        | 4 tháng 4 năm 1987   | mn.org          | SkyPoint Communications                                    |
| 8        | 1 tháng 5 năm 1987   | rti.org         | RTI International                                          |
| 9        | 14 tháng 7 năm 1987  | usenix.org      | USENIX                                                     |
| 10       | 2 tháng 9 năm 1987   | software.org    | BSA Foundation (khởi động bởi Software Alliance)           |
| 11       | 25 tháng 2 năm 1988  | fidonet.org     | FidoNet                                                    |
| 12       | 27 tháng 4 năm 1988  | ampr.org        | AMPRNet                                                    |
| 13       | 4 tháng 8 năm 1988   | osf.org         | Open Software Foundation                                   |
| 14       | 11 tháng 8 năm 1988  | ida.org         | Institute for Defense Analyses                             |
| 15       | 9 tháng 9 năm 1988   | cactus.org      |                                                            |
| 16       | 9 tháng 9 năm 1988   | nm.org          |                                                            |
| 17       | 22 tháng 9 năm 1988  | ccf.org         | Cleveland Clinic                                           |
| 18       | 21 tháng 10 năm 1988 | erim.org        |                                                            |
| 19       | 11 tháng 11 năm 1988 | ski.org         | Smith-Kettlewell Eye Research Institute                    |
| 20       | 30 tháng 11 năm 1988 | iti.org         |                                                            |
| 21       | 11 tháng 1 năm 1989  | jax.org         | Jackson Laboratory                                         |
| 22       | 13 tháng 1 năm 1989  | ncsc.org        | National Center for State Courts                           |
| 23       | 9 tháng 2 năm 1989   | aaai.org        | Association for the Advancement of Artificial Intelligence |
| 24       | 24 tháng 2 năm 1989  | ie.org          |                                                            |
| 25       | 29 tháng 3 năm 1989  | stjude.org      | St. Jude Children's Research Hospital                      |
| 26       | 11 tháng 4 năm 1989  | mbari.org       | Monterey Bay Aquarium Research Institute                   |
| 27       | 24 tháng 5 năm 1989  | castle.org      |                                                            |
| 28       | 7 tháng 6 năm 1989   | carl.org        |                                                            |
| 29       | 27 tháng 6 năm 1989  | msri.org        | Mathematical Sciences Research Institute                   |
| 30       | 15 tháng 7 năm 1989  | agi.org         |                                                            |
| 31       | 17 tháng 7 năm 1989  | sf-bay.org      |                                                            |
| 32       | 31 tháng 7 năm 1989  | mef.org         |                                                            |
| 33       | 11 tháng 8 năm 1989  | oclc.org        | OCLC                                                       |
| 34       | 23 tháng 8 năm 1989  | ei.org          |                                                            |
| 35       | 5 tháng 9 năm 1989   | cas.org         |                                                            |
| 36       | 11 tháng 9 năm 1989  | battelle.org    | Battelle Memorial Institute                                |
| 37       | 12 tháng 9 năm 1989  | sub.org         |                                                            |
| 38       | 21 tháng 9 năm 1989  | aip.org         | American Institute of Physics                              |
| 39       | 28 tháng 9 năm 1989  | sdpa.org        |                                                            |
| 40       | 8 tháng 11 năm 1989  | lonestar.org    |                                                            |
| 41       | 1 tháng 12 năm 1989  | ieee.org        | Institute of Electrical and Electronics Engineers          |
| 42       | 10 tháng 1 năm 1990  | cit.org         |                                                            |
| 43       | 22 tháng 1 năm 1990  | sematech.org    | SEMATECH                                                   |
| 44       | 7 tháng 2 năm 1990   | omg.org         |                                                            |
| 45       | 12 tháng 2 năm 1990  | decus.org       |                                                            |
| 46       | 13 tháng 3 năm 1990  | sublink.org     |                                                            |
| 47       | 16 tháng 3 năm 1990  | cam.org         |                                                            |
| 48       | 20 tháng 3 năm 1990  | cpl.org         | Cleveland Public Library                                   |
| 49       | 10 tháng 4 năm 1990  | ori.org         | Oregon Research Institute                                  |
| 50       | 13 tháng 4 năm 1990  | fhcrc.org       | Fred Hutchinson Cancer Research Center                     |
| 51       | 16 tháng 5 năm 1990  | nwf.org         | National Wildlife Federation                               |
| 52       | 18 tháng 5 năm 1990  | mskcc.org       |                                                            |
| 53       | 23 tháng 5 năm 1990  | boystown.org    | Boys Town                                                  |
| 54       | 24 tháng 5 năm 1990  | bwc.org         |                                                            |
| 55       | 31 tháng 5 năm 1990  | topsail.org     |                                                            |
| 56       | 28 tháng 6 năm 1990  | ciit.org        |                                                            |
| 57       | 17 tháng 7 năm 1990  | central.org     |                                                            |
| 58       | 27 tháng 7 năm 1990  | mind.org        |                                                            |
| 59       | 3 tháng 8 năm 1990   | stonemarche.org |                                                            |
| 60       | 28 tháng 8 năm 1990  | cshl.org        |                                                            |
| 61       | 30 tháng 8 năm 1990  | fstrf.org       |                                                            |
| 62       | 12 tháng 9 năm 1990  | dorsai.org      |                                                            |
| 63       | 14 tháng 9 năm 1990  | elf.org         |                                                            |
| 64       | 18 tháng 9 năm 1990  | siggraph.org    | SIGGRAPH                                                   |
| 65       | 21 tháng 9 năm 1990  | sjh.org         |                                                            |
| 66       | 27 tháng 9 năm 1990  | igc.org         | Institute for Global Communications                        |
| 67       | 10 tháng 10 năm 1990 | cotdazr.org     |                                                            |
| 68       | 10 tháng 10 năm 1990 | eff.org         | Electronic Frontier Foundation                             |
| 69       | 10 tháng 10 năm 1990 | sfn.org         | Society for Neuroscience                                   |
| 70       | 31 tháng 10 năm 1990 | csn.org         |                                                            |
| 71       | 1 tháng 11 năm 1990  | sfbr.org        |                                                            |
| 72       | 7 tháng 11 năm 1990  | ais.org         |                                                            |
| 73       | 7 tháng 11 năm 1990  | hjf.org         |                                                            |
| 74       | 4 tháng 1 năm 1991   | uniforum.org    |                                                            |
| 75       | 4 tháng 1 năm 1991   | wgbh.org        | WGBH Educational Foundation                                |
| 76       | 1 tháng 2 năm 1991   | fsf.org         | Free Software Foundation                                   |
| 77       | 6 tháng 2 năm 1991   | eso.org         | European Southern Observatory                              |
| 78       | 6 tháng 2 năm 1991   | tiaa.org        | Teachers Insurance and Annuity Association of America      |
| 79       | 13 tháng 2 năm 1991  | nysernet.org    | NYSERNet                                                   |
| 80       | 20 tháng 2 năm 1991  | acr.org         | American College of Radiology                              |
| 81       | 26 tháng 2 năm 1991  | nybc.org        | New York Blood Center                                      |
| 82       | 26 tháng 2 năm 1991  | nypl.org        | New York Public Library                                    |
| 83       | 10 tháng 4 năm 1991  | cnytdo.org      |                                                            |
| 84       | 10 tháng 4 năm 1991  | htr.org         |                                                            |
| 85       | 10 tháng 4 năm 1991  | hvtdc.org       |                                                            |
| 86       | 10 tháng 4 năm 1991  | nycp.org        |                                                            |
| 87       | 11 tháng 4 năm 1991  | bpl.org         | Boston Public Library                                      |
| 88       | 11 tháng 4 năm 1991  | scra.org        | South Carolina Research Authority                          |
| 89       | 12 tháng 4 năm 1991  | amnh.org        | American Museum of Natural History                         |
| 90       | 15 tháng 4 năm 1991  | hellnet.org     |                                                            |
| 91       | 15 tháng 4 năm 1991  | sil.org         | SIL International                                          |
| 92       | 18 tháng 4 năm 1991  | apc.org         |                                                            |
| 93       | 22 tháng 4 năm 1991  | mobot.org       | Missouri Botanical Garden                                  |
| 94       | 25 tháng 4 năm 1991  | cni.org         | Coalition for Networked Information                        |
| 95       | 1 tháng 5 năm 1991   | gumption.org    |                                                            |
| 96       | 2 tháng 5 năm 1991   | hslc.org        |                                                            |
| 97       | 13 tháng 5 năm 1991  | guild.org       |                                                            |
| 98       | 22 tháng 5 năm 1991  | acs.org         | American Chemical Society                                  |
| 99       | 22 tháng 5 năm 1991  | lpl.org         |                                                            |
| 100      | 22 tháng 5 năm 1991  | rsage.org       |                                                            |
| Nguồn:   |                      |                 |                                                            |

## .edu
Việc đăng ký tên miền trong .edu chỉ dành cho các tổ chức giáo dục được công nhận. Trước tháng 10 năm 2001, việc đăng ký được mở rộng ra toàn cầu. Kể từ đó, việc đăng kí chỉ áp dụng cho các tổ chức có trụ sở tại Hoa Kỳ..
| Thứ hạng | Ngày đăng ký         | Tên miền         | Được đăng ký cho                                                                                       |
| -------- | -------------------- | ---------------- | --- |
| 0        | 1 tháng 1 năm 1985   | darpa.edu        | DARPA                                                                                                  |
| 1        | 24 tháng 4 năm 1985  | berkeley.edu     | University of California, Berkeley                                                                     |
| 1        | 24 tháng 4 năm 1985  | cmu.edu          | Carnegie Mellon University                                                                             |
| 1        | 24 tháng 4 năm 1985  | purdue.edu       | Purdue University                                                                                      |
| 1        | 24 tháng 4 năm 1985  | rice.edu         | Rice University                                                                                        |
| 1        | 24 tháng 4 năm 1985  | ucla.edu         | University of California, Los Angeles                                                                  |
| 6        | 25 tháng 4 năm 1985  | rutgers.edu      | Rutgers University                                                                                     |
| 7        | 23 tháng 5 năm 1985  | mit.edu          | Massachusetts Institute of Technology                                                                  |
| 8        | 27 tháng 6 năm 1985  | harvard.edu      | Harvard University                                                                                     |
| 9        | 5 tháng 7 năm 1985   | columbia.edu     | Columbia University                                                                                    |
| 10       | 15 tháng 7 năm 1985  | cornell.edu      | Cornell University                                                                                     |
| 11       | 18 tháng 7 năm 1985  | uiuc.edu         | University of Illinois at Urbana–Champaign                                                             |
| 12       | 24 tháng 7 năm 1985  | udel.edu         | University of Delaware                                                                                 |
| 13       | 31 tháng 7 năm 1985  | umd.edu          | University of Maryland, College Park                                                                   |
| 14       | 13 tháng 8 năm 1985  | utexas.edu       | University of Texas at Austin                                                                          |
| 15       | 20 tháng 8 năm 1985  | usc.edu          | University of Southern California                                                                      |
| 16       | 30 tháng 9 năm 1985  | wisc.edu         | University of Wisconsin–Madison                                                                        |
| 16       | 30 tháng 9 năm 1985  | uci.edu          | University of California, Irvine                                                                       |
| 18       | 4 tháng 10 năm 1985  | stanford.edu     | Stanford University                                                                                    |
| 19       | 7 tháng 10 năm 1985  | umich.edu        | University of Michigan                                                                                 |
| 20       | 9 tháng 12 năm 1985  | ucsd.edu         | University of California, San Diego                                                                    |
| 21       | 6 tháng 1 năm 1986   | caltech.edu      | California Institute of Technology                                                                     |
| 22       | 23 tháng 1 năm 1986  | arizona.edu      | University of Arizona                                                                                  |
| 23       | 21 tháng 2 năm 1986  | ucsf.edu         | University of California, San Francisco                                                                |
| 24       | 3 tháng 3 năm 1986   | dartmouth.edu    | Dartmouth College                                                                                      |
| 24       | 3 tháng 3 năm 1986   | indiana.edu      | Indiana University Bloomington                                                                         |
| 24       | 3 tháng 3 năm 1986   | okstate.edu      | Oklahoma State University                                                                              |
| 24       | 3 tháng 3 năm 1986   | unlv.edu         | University of Nevada, Las Vegas                                                                        |
| 24       | 3 tháng 3 năm 1986   | wfu.edu          | Wake Forest University                                                                                 |
| 24       | 3 tháng 3 năm 1986   | wright.edu       | Wright State University                                                                                |
| 30       | 10 tháng 3 năm 1986  | isi.edu          | Information Sciences Institute                                                                         |
| 31       | 19 tháng 3 năm 1986  | ucdavis.edu      | University of California, Davis                                                                        |
| 31       | 19 tháng 3 năm 1986  | uta.edu          | University of Texas at Arlington                                                                       |
| 31       | 19 tháng 3 năm 1986  | virginia.edu     | University of Virginia                                                                                 |
| 34       | 25 tháng 3 năm 1986  | ufl.edu          | University of Florida                                                                                  |
| 34       | 25 tháng 3 năm 1986  | bu.edu           | Boston University                                                                                      |
| 34       | 25 tháng 3 năm 1986  | rpi.edu          | Rensselaer Polytechnic Institute                                                                       |
| 34       | 25 tháng 3 năm 1986  | umass.edu        | University of Massachusetts                                                                            |
| 34       | 25 tháng 3 năm 1986  | northeastern.edu | Northeastern University                                                                                |
| 34       | 25 tháng 3 năm 1986  | usl.edu          | University of Southwestern Louisiana (USL) 1960~1999, sau này là: University of Louisiana at Lafayette |
| 40       | 8 tháng 5 năm 1986   | gatech.edu       | Georgia Institute of Technology                                                                        |
| 40       | 8 tháng 5 năm 1986   | toronto.edu      | University of Toronto                                                                                  |
| 40       | 8 tháng 5 năm 1986   | sju.edu          | Saint Joseph's University                                                                              |
| 40       | 8 tháng 5 năm 1986   | uab.edu          | University of Alabama at Birmingham                                                                    |
| 44       | 2 tháng 6 năm 1986   | carleton.edu     | Carleton College                                                                                       |
| 44       | 2 tháng 6 năm 1986   | duke.edu         | Duke University                                                                                        |
| 44       | 2 tháng 6 năm 1986   | upenn.edu        | University of Pennsylvania                                                                             |
| 44       | 2 tháng 6 năm 1986   | emory.edu        | Emory University                                                                                       |
| 44       | 2 tháng 6 năm 1986   | bgsu.edu         | Bowling Green State University                                                                         |
| 44       | 2 tháng 6 năm 1986   | colorado.edu     | University of Colorado Boulder                                                                         |
| 50       | 17 tháng 6 năm 1986  | unc.edu          | University of North Carolina at Chapel Hill                                                            |
| 51       | 10 tháng 7 năm 1986  | usd.edu          | University of South Dakota                                                                             |
| 51       | 10 tháng 7 năm 1986  | uwp.edu          | University of Wisconsin–Parkside                                                                       |
| 51       | 10 tháng 7 năm 1986  | wellesley.edu    | Wellesley College                                                                                      |
| 51       | 10 tháng 7 năm 1986  | wku.edu          | Western Kentucky University                                                                            |
| 55       | 14 tháng 7 năm 1986  | psu.edu          | Pennsylvania State University                                                                          |
| 56       | 27 tháng 8 năm 1986  | brown.edu        | Brown University                                                                                       |
| 56       | 27 tháng 8 năm 1986  | unm.edu          | University of New Mexico                                                                               |
| 58       | 2 tháng 9 năm 1986   | syr.edu          | Syracuse University                                                                                    |
| 58       | 2 tháng 9 năm 1986   | depaul.edu       | DePaul University                                                                                      |
| 60       | 4 tháng 9 năm 1986   | washington.edu   | University of Washington                                                                               |
| 60       | 4 tháng 9 năm 1986   | wcslc.edu        | Westminster College                                                                                    |
| 62       | 29 tháng 9 năm 1986  | moravian.edu     | Moravian College                                                                                       |
| 62       | 29 tháng 9 năm 1986  | unt.edu          | University of North Texas                                                                              |
| 62       | 29 tháng 9 năm 1986  | usf.edu          | University of South Florida                                                                            |
| 62       | 29 tháng 9 năm 1986  | williams.edu     | Williams College                                                                                       |
| 66       | 3 tháng 10 năm 1986  | merit.edu        | Merit Network                                                                                          |
| 67       | 8 tháng 10 năm 1986  | nyu.edu          | New York University                                                                                    |
| 68       | 10 tháng 10 năm 1986 | rochester.edu    | University of Rochester                                                                                |
| 69       | 27 tháng 10 năm 1986 | unh.edu          | University of New Hampshire                                                                            |
| 69       | 27 tháng 10 năm 1986 | ucf.edu          | University of Central Florida                                                                          |
| 69       | 27 tháng 10 năm 1986 | hawaii.edu       | University of Hawaii                                                                                   |
| 69       | 27 tháng 10 năm 1986 | csufresno.edu    | California State University, Fresno                                                                    |
| 73       | 5 tháng 11 năm 1986  | georgetown.edu   | Georgetown University                                                                                  |
| 73       | 5 tháng 11 năm 1986  | muskingum.edu    | Muskingum University                                                                                   |
| 73       | 5 tháng 11 năm 1986  | odu.edu          | Old Dominion University                                                                                |
| 76       | 17 tháng 11 năm 1986 | usma.edu         | United States Military Academy                                                                         |
| 77       | 21 tháng 11 năm 1986 | clarkson.edu     | Clarkson University                                                                                    |
| 78       | 11 tháng 12 năm 1986 | oberlin.edu      | Oberlin College                                                                                        |
| 78       | 11 tháng 12 năm 1986 | ohiou.edu        | Ohio University                                                                                        |
| 78       | 11 tháng 12 năm 1986 | unr.edu          | University of Nevada, Reno                                                                             |
| 81       | 16 tháng 12 năm 1986 | utah.edu         | University of Utah                                                                                     |
| 82       | 19 tháng 1 năm 1987  | byu.edu          | Brigham Young University                                                                               |
| 82       | 19 tháng 1 năm 1987  | lsu.edu          | Louisiana State University                                                                             |
| 84       | 21 tháng 1 năm 1987  | umn.edu          | University of Minnesota                                                                                |
| 85       | 29 tháng 1 năm 1987  | ucsc.edu         | University of California, Santa Cruz                                                                   |
| 86       | 19 tháng 2 năm 1987  | bsu.edu          | Ball State University                                                                                  |
| 86       | 19 tháng 2 năm 1987  | csuchico.edu     | California State University, Chico                                                                     |
| 86       | 19 tháng 2 năm 1987  | kent.edu         | Kent State University                                                                                  |
| 86       | 19 tháng 2 năm 1987  | clemson.edu      | Clemson University                                                                                     |
| 90       | 27 tháng 2 năm 1987  | albany.edu       | University at Albany                                                                                   |
| 91       | 2 tháng 3 năm 1987   | whoi.edu         | Woods Hole Oceanographic Institution                                                                   |
| 92       | 4 tháng 3 năm 1987   | mu.edu           | Marquette University                                                                                   |
| 93       | 17 tháng 3 năm 1987  | yale.edu         | Yale University                                                                                        |
| 94       | 19 tháng 3 năm 1987  | jhu.edu          | Johns Hopkins University                                                                               |
| 95       | 2 tháng 4 năm 1987   | rockefeller.edu  | The Rockefeller University                                                                             |
| 96       | 3 tháng 4 năm 1987   | princeton.edu    | Princeton University                                                                                   |
| 97       | 4 tháng 4 năm 1987   | yu.edu           | Yeshiva University                                                                                     |
| 98       | 14 tháng 4 năm 1987  | wsu.edu          | Washington State University                                                                            |
| 98       | 14 tháng 4 năm 1987  | wwu.edu          | Western Washington University                                                                          |
| 98       | 14 tháng 4 năm 1987  | uvm.edu          | University of Vermont                                                                                  |
| 98       | 14 tháng 4 năm 1987  | tulane.edu       | Tulane University                                                                                      |

## .net
| Thứ hạng | Ngày đăng ký         | Tên miền          | Được đăng ký cho                                     |
| -------- | -------------------- | ----------------- | ---------------------------------------------------- |
| 0        | 1 tháng 1 năm 1985   | darpa.net         | DARPA                                                |
| 1        | 1 tháng 1 năm 1985   | nordu.net         | Nordic Infrastructure for Research and Education     |
| 2        | 1 tháng 4 năm 1986   | broken.net        | Jason Matthews                                       |
| 3        | 5 tháng 11 năm 1986  | nsf.net           | National Science Foundation Network                  |
| 4        | 27 tháng 1 năm 1987  | nyser.net         | New York State Education and Research Network        |
| 5        | 20 tháng 5 năm 1987  | uu.net            | UUNET                                                |
| 6        | 21 tháng 7 năm 1987  | sesqui.net        | Sesquicentennial Network (SEQSUINet)                 |
| 7        | 25 tháng 5 năm 1988  | mr.net            | Minnesota Regional Network (MRNet)                   |
| 8        | 9 tháng 6 năm 1988   | oar.net           | Ohio Academic Resources Network                      |
| 9        | 8 tháng 7 năm 1988   | sura.net          | Southeastern Universities Research Association       |
| 10       | 7 tháng 9 năm 1988   | the.net           | Texas Higher Education Network (THEnet)              |
| 11       | 16 tháng 9 năm 1988  | nwnet.net         | NorthWestNet                                         |
| 12       | 21 tháng 10 năm 1988 | es.net            | Energy Sciences Network                              |
| 13       | 25 tháng 10 năm 1988 | mid.net           | MIDnet                                               |
| 14       | 4 tháng 1 năm 1989   | barrnet.net       | Bay Area Regional Research Network (BARRNet)         |
| 15       | 5 tháng 1 năm 1989   | cic.net           | CICNet                                               |
| 16       | 27 tháng 1 năm 1989  | hawaii.net        |                                                      |
| 17       | 7 tháng 3 năm 1989   | psi.net           | PSINet                                               |
| 18       | 27 tháng 3 năm 1989  | near.net          | New England Academic and Research Network            |
| 19       | 11 tháng 4 năm 1989  | eu.net            | EUnet                                                |
| 20       | 29 tháng 6 năm 1989  | ln.net            |                                                      |
| 21       | 12 tháng 9 năm 1989  | sub.net           |                                                      |
| 22       | 14 tháng 9 năm 1989  | westnet.net       | Westnet                                              |
| 23       | 6 tháng 11 năm 1989  | cypress.net       |                                                      |
| 24       | 15 tháng 11 năm 1989 | cerf.net          | California Education and Research Federation Network |
| 25       | 17 tháng 11 năm 1989 | risq.net          | Réseau d'informations scientifiques du Québec        |
| 26       | 9 tháng 2 năm 1990   | ca.net            | CANARIE                                              |
| 27       | 21 tháng 5 năm 1990  | wiscnet.net       | WiscNet                                              |
| 28       | 25 tháng 7 năm 1990  | cent.net          |                                                      |
| 29       | 26 tháng 7 năm 1990  | alter.net         |                                                      |
| 30       | 27 tháng 9 năm 1990  | ans.net           | Advanced Network and Services                        |
| 31       | 7 tháng 11 năm 1990  | mich.net          | Merit Network                                        |
| 32       | 26 tháng 2 năm 1991  | hk.net            |                                                      |
| 33       | 10 tháng 4 năm 1991  | cix.net           |                                                      |
| 34       | 11 tháng 4 năm 1991  | team.net          |                                                      |
| 35       | 7 tháng 5 năm 1991   | five-colleges.net | Five College Consortium                              |
| 36       | 17 tháng 5 năm 1991  | ja.net            | JANET                                                |
| 37       | 3 tháng 6 năm 1991   | illinois.net      |                                                      |
| 38       | 20 tháng 6 năm 1991  | more.net          |                                                      |
| 39       | 24 tháng 6 năm 1991  | ohio-dmz.net      |                                                      |
| 40       | 8 tháng 7 năm 1991   | icp.net           |                                                      |
| 41       | 7 tháng 8 năm 1991   | swip.net          |                                                      |
| 42       | 15 tháng 8 năm 1991  | michnet.net       |                                                      |
| 43       | 29 tháng 11 năm 1991 | notes.net         |                                                      |
| 44       | 10 tháng 12 năm 1991 | merit.net         | Merit Network                                        |
| 45       | 31 tháng 12 năm 1991 | mu.net            |                                                      |
| 46       | 17 tháng 1 năm 1992  | first.net         |                                                      |
| 47       | 17 tháng 2 năm 1992  | ebone.net         |                                                      |
| 48       | 19 tháng 2 năm 1992  | holonet.net       |                                                      |
| 49       | 25 tháng 2 năm 1992  | ripe.net          | RIPE                                                 |
| 50       | 24 tháng 3 năm 1992  | csn.net           |                                                      |
| 51       | 6 tháng 4 năm 1992   | mcast.net         |                                                      |
| 52       | 8 tháng 4 năm 1992   | life.net          |                                                      |
| 53       | 20 tháng 4 năm 1992  | rahul.net         |                                                      |
| 54       | 21 tháng 4 năm 1992  | cyber.net         |                                                      |
| 55       | 11 tháng 5 năm 1992  | sprintlink.net    |                                                      |
| 56       | 18 tháng 5 năm 1992  | ids.net           |                                                      |
| 57       | 21 tháng 5 năm 1992  | q.net             |                                                      |
| 58       | 1 tháng 6 năm 1992   | netconnect.net    |                                                      |
| 59       | 7 tháng 7 năm 1992   | use.net           |                                                      |
| 60       | 16 tháng 7 năm 1992  | tip.net           |                                                      |
| 61       | 27 tháng 7 năm 1992  | capcon.net        |                                                      |
| 62       | 27 tháng 7 năm 1992  | nexsys.net        |                                                      |
| 63       | 29 tháng 7 năm 1992  | umass.net         |                                                      |
| 64       | 31 tháng 7 năm 1992  | solinet.net       |                                                      |
| 65       | 6 tháng 8 năm 1992   | fish.net          |                                                      |
| 66       | 18 tháng 8 năm 1992  | ps.net            |                                                      |
| 67       | 10 tháng 9 năm 1992  | eds.net           |                                                      |
| 68       | 18 tháng 9 năm 1992  | lig.net           |                                                      |
| 69       | 1 tháng 10 năm 1992  | ix.net            |                                                      |
| 70       | 19 tháng 10 năm 1992 | aol.net           |                                                      |
| 71       | 30 tháng 10 năm 1992 | win.net           |                                                      |
| 72       | 2 tháng 11 năm 1992  | cren.net          |                                                      |
| 73       | 3 tháng 11 năm 1992  | path.net          |                                                      |
| 74       | 4 tháng 11 năm 1992  | quake.net         |                                                      |
| 75       | 20 tháng 11 năm 1992 | access.net        |                                                      |
| 76       | 20 tháng 11 năm 1992 | tsoft.net         |                                                      |
| 77       | 23 tháng 11 năm 1992 | inter.net         |                                                      |
| 78       | 30 tháng 11 năm 1992 | individual.net    |                                                      |
| 79       | 4 tháng 12 năm 1992  | raider.net        |                                                      |
| 80       | 9 tháng 12 năm 1992  | europa.net        |                                                      |
| 81       | 21 tháng 12 năm 1992 | demon.net         |                                                      |
| 82       | 22 tháng 12 năm 1992 | press.net         |                                                      |
| 83       | 23 tháng 12 năm 1992 | bc.net            |                                                      |
| 84       | 1 tháng 1 năm 1993   | internic.net      | InterNIC                                             |
| 85       | 4 tháng 1 năm 1993   | cls.net           |                                                      |
| 86       | 20 tháng 1 năm 1993  | sam.net           |                                                      |
| 87       | 9 tháng 2 năm 1993   | kanren.net        |                                                      |
| 88       | 11 tháng 2 năm 1993  | ubs.net           |                                                      |
| 89       | 15 tháng 2 năm 1993  | digex.net         |                                                      |
| 90       | 15 tháng 2 năm 1993  | mobilecomm.net    |                                                      |
| 91       | 17 tháng 2 năm 1993  | xlink.net         |                                                      |
| 92       | 18 tháng 2 năm 1993  | fr.net            |                                                      |
| 93       | 3 tháng 3 năm 1993   | onenet.net        |                                                      |
| 94       | 8 tháng 3 năm 1993   | aco.net           |                                                      |
| 95       | 24 tháng 3 năm 1993  | clark.net         |                                                      |
| 96       | 24 tháng 3 năm 1993  | olympus.net       |                                                      |
| 97       | 24 tháng 3 năm 1993  | satlink.net       |                                                      |
| 98       | 2 tháng 4 năm 1993   | netcom.net        |                                                      |
| 99       | 7 tháng 4 năm 1993   | nl.net            |                                                      |
| 100      | 13 tháng 4 năm 1993  | ins.net           |                                                      |
| Nguồn:   |                      |                   |                                                      |

## .mil
| Thứ hạng | Ngày đăng ký       | Tên miền | Được đăng ký cho     |
| -------- | ------------------ | -------- | -------------------- |
| 0        | 1 tháng 1 năm 1985 | mil      | Defense Data Network |

## .gov
| Thứ hạng | Ngày đăng ký       | Tên miền | Được đăng ký cho         |
| -------- | ------------------ | -------- | ------------------------ |
| 0        | 1 tháng 1 năm 1985 | gov      | DARPA                    |
| 1        | Tháng 6 năm 1975   | css.gov  | Central Security Service |

## .int
| Thứ hạng | Ngày đăng ký         | Tên miền          | Được đăng ký cho                                                        |
| -------- | -------------------- | ----------------- | ----------------------------------------------------------------------- |
| 0        | 3 tháng 11 năm 1988  | int               | Internet Assigned Numbers Authority                                     |
| 1        | 10 tháng 10 năm 1995 | ffa.int           | Pacific Islands Forum Fisheries Agency                                  |
| 2        | 13 tháng 10 năm 1995 | ip6.int           | Internet Assigned Numbers Authority                                     |
| 3        | 17 tháng 5 năm 1996  | commonwealth.int  | Commonwealth of Nations                                                 |
| 3        | 17 tháng 5 năm 1996  | nsap.int          | Internet Assigned Numbers Authority                                     |
| 3        | 17 tháng 5 năm 1996  | ymca.int          | Young Men's Christian Association                                       |
| 6        | 8 tháng 7 năm 1996   | itu.int           | International Telecommunication Union                                   |
| 6        | 8 tháng 7 năm 1996   | reliefweb.int     | ReliefWeb                                                               |
| 8        | 8 tháng 8 năm 1996   | tpc.int           | The Phone Company                                                       |
| 9        | 17 tháng 8 năm 1996  | adsn.int          | Internet Assigned Numbers Authority                                     |
| 10       | 20 tháng 8 năm 1996  | cto.int           | Commonwealth Telecommunications Organisation                            |
| 11       | 23 tháng 8 năm 1996  | esa.int           | European Space Agency                                                   |
| 12       | 18 tháng 9 năm 1996  | wipo.int          | World Intellectual Property Organization                                |
| 13       | 26 tháng 9 năm 1996  | ohr.int           | Office of the High Representative in Bosnia and Herzegovina             |
| 14       | 5 tháng 12 năm 1996  | iai.int           | Inter-American Institute for Global Change Research                     |
| 15       | 24 tháng 12 năm 1996 | sadc.int          | Southern African Development Community                                  |
| 16       | 27 tháng 12 năm 1996 | ecb.int           | European Central Bank                                                   |
| 17       | 14 tháng 1 năm 1997  | eu.int            | European Union                                                          |
| 18       | 12 tháng 2 năm 1997  | oie.int           | World Organisation for Animal Health                                    |
| 19       | 24 tháng 2 năm 1997  | iom.int           | International Organisation for Migration                                |
| 20       | 1 tháng 3 năm 1997   | interpol.int      | International Criminal Police Organization                              |
| 21       | 23 tháng 4 năm 1997  | un.int            | United Nations                                                          |
| 22       | 20 tháng 5 năm 1997  | comesa.int        | Common Market for Eastern and Southern Africa                           |
| 23       | 26 tháng 8 năm 1997  | nato.int          | North Atlantic Treaty Organization                                      |
| 24       | 31 tháng 8 năm 1997  | ices.int          | International Council for the Exploration of the Sea                    |
| 25       | 1 tháng 10 năm 1997  | weu.int           | Western European Union                                                  |
| 26       | 10 tháng 10 năm 1997 | ecmwf.int         | European Centre for Medium-Range Weather Forecasts                      |
| 27       | 24 tháng 10 năm 1997 | coe.int           | Council of Europe                                                       |
| 28       | 27 tháng 10 năm 1997 | efta.int          | European Free Trade Association                                         |
| 29       | 10 tháng 11 năm 1997 | upov.int          | International Union for the Protection of New Varieties of Plants       |
| 30       | 28 tháng 1 năm 1998  | idea.int          | International Institute for Democracy and Electoral Assistance          |
| 31       | 29 tháng 1 năm 1998  | iaea.int          | International Atomic Energy Agency                                      |
| 31       | 29 tháng 1 năm 1998  | icao.int          | International Civil Aviation Organization                               |
| 31       | 29 tháng 1 năm 1998  | upu.int           | Universal Postal Union                                                  |
| 34       | 5 tháng 6 năm 1998   | who.int           | World Health Organisation                                               |
| 35       | 25 tháng 9 năm 1998  | bceao.int         | Central Bank of West African States                                     |
| 35       | 25 tháng 9 năm 1998  | emep.int          | Convention on Long-Range Transboundary Air Pollution                    |
| 35       | 25 tháng 9 năm 1998  | idb.int           | Inter-American Development Bank                                         |
| 35       | 25 tháng 9 năm 1998  | iic.int           | Inter-American Investment Corporation                                   |
| 39       | 29 tháng 9 năm 2000  | uemoa.int         | West African Economic and Monetary Union                                |
| 39       | 29 tháng 9 năm 2000  | unccd.int         | United Nations Convention to Combat Desertification                     |
| 41       | 10 tháng 9 năm 2001  | apnic.int         | Asia-Pacific Network Information Centre                                 |
| 41       | 10 tháng 9 năm 2001  | atma.int          | Internet Assigned Numbers Authority                                     |
| 41       | 10 tháng 9 năm 2001  | basel.int         | Basel Convention                                                        |
| 41       | 10 tháng 9 năm 2001  | beac.int          | Bank of Central African States                                          |
| 41       | 10 tháng 9 năm 2001  | ecowas.int        | Economic Community of West African States                               |
| 41       | 10 tháng 9 năm 2001  | era.int           | Academy of European Law                                                 |
| 41       | 10 tháng 9 năm 2001  | eurocontrol.int   | European Organisation for the Safety of Air Navigation                  |
| 41       | 10 tháng 9 năm 2001  | ilo.int           | International Labour Organization                                       |
| 41       | 10 tháng 9 năm 2001  | inbar.int         | International Network for Bamboo and Rattan                             |
| 41       | 10 tháng 9 năm 2001  | ippc.int          | International Plant Protection Convention                               |
| 41       | 10 tháng 9 năm 2001  | issa.int          | International Social Security Association                               |
| 41       | 10 tháng 9 năm 2001  | ivi.int           | International Vaccine Institute                                         |
| 41       | 10 tháng 9 năm 2001  | kedo.int          | Internet Assigned Numbers Authority                                     |
| 41       | 10 tháng 9 năm 2001  | nasco.int         | North Atlantic Salmon Conservation Organization                         |
| 41       | 10 tháng 9 năm 2001  | nato-pa.int       | NATO Parliamentary Assembly                                             |
| 41       | 10 tháng 9 năm 2001  | nib.int           | Nordic Investment Bank                                                  |
| 41       | 10 tháng 9 năm 2001  | oecd.int          | Organisation for Economic Co-Operation and Development                  |
| 41       | 10 tháng 9 năm 2001  | oiv.int           | International Organisation of Vine and Wine                             |
| 41       | 10 tháng 9 năm 2001  | pic.int           | Rotterdam Convention                                                    |
| 41       | 10 tháng 9 năm 2001  | pices.int         | North Pacific Marine Science Organization                               |
| 41       | 10 tháng 9 năm 2001  | redcross.int      | International Federation of Red Cross and Red Crescent Societies        |
| 41       | 10 tháng 9 năm 2001  | spc.int           | Pacific Community                                                       |
| 41       | 10 tháng 9 năm 2001  | unesco.int        | United Nations Education, Scientific and Cultural Organization          |
| 41       | 10 tháng 9 năm 2001  | unfccc.int        | United Nations Framework Convention on Climate Change                   |
| 41       | 10 tháng 9 năm 2001  | worldbank.int     | The World Bank                                                          |
| 41       | 10 tháng 9 năm 2001  | wto.int           | World Trade Organization                                                |
| 67       | 11 tháng 10 năm 2001 | ifad.int          | International Fund for Agricultural Development                         |
| 67       | 11 tháng 10 năm 2001 | iica.int          | Inter-American Institute for Cooperation on Agriculture                 |
| 69       | 16 tháng 10 năm 2001 | eumetsat.int      | European Organisation for the Exploitation of Meteorological Satellites |
| 69       | 16 tháng 10 năm 2001 | wmo.int           | World Meteorological Organization                                       |
| 71       | 18 tháng 10 năm 2001 | itso.int          | International Telecommunications Satellite Organization                 |
| 72       | 5 tháng 11 năm 2001  | oas.int           | Organization of American States                                         |
| 73       | 7 tháng 6 năm 2002   | cde.int           | Centre for the Development of Enterprise                                |
| 73       | 7 tháng 6 năm 2002   | cta.int           | Technical Centre for Agricultural and Rural Cooperation ACP-EU          |
| 73       | 7 tháng 6 năm 2002   | ectel.int         | Eastern Caribbean Telecommunications Authority                          |
| 76       | 27 tháng 8 năm 2002  | eurofish.int      | Eurofish                                                                |
| 77       | 4 tháng 9 năm 2002   | stcu.int          | Science and Technology Center in Ukraine                                |
| 78       | 13 tháng 9 năm 2002  | pops.int          | Stockholm Convention on Persistent Organic Pollutants                   |
| 79       | 18 tháng 10 năm 2002 | idlo.int          | International Development Law Organization                              |
| 80       | 1 tháng 11 năm 2002  | eftasurv.int      | European Free Trade Association Surveillance Authority                  |
| 81       | 19 tháng 11 năm 2002 | las.int           | League of Arab States                                                   |
| 82       | 23 tháng 1 năm 2003  | eac.int           | East African Community                                                  |
| 83       | 6 tháng 3 năm 2003   | icc-cpi.int       | International Criminal Court                                            |
| 84       | 30 tháng 4 năm 2003  | col.int           | The Commonwealth of Learning                                            |
| 85       | 1 tháng 5 năm 2003   | cbd.int           | Convention on Biological Diversity                                      |
| 86       | 20 tháng 5 năm 2003  | iccat.int         | International Commission for the Conservation of Atlantic Tunas         |
| 86       | 20 tháng 5 năm 2003  | oiml.int          | International Organization of Legal Metrology                           |
| 88       | 21 tháng 5 năm 2003  | epo.int           | European Patent Office                                                  |
| 88       | 21 tháng 5 năm 2003  | eutelsatigo.int   | European Telecommunications Satellite Organization                      |
| 88       | 21 tháng 5 năm 2003  | nafo.int          | Northwest Atlantic Fisheries Organization                               |
| 91       | 1 tháng 10 năm 2003  | mercosur.int      | Southern Common Market                                                  |
| 92       | 17 tháng 10 năm 2003 | acp.int           | African, Caribbean and Pacific Group of States                          |
| 92       | 17 tháng 10 năm 2003 | cms.int           | Convention on the Conservation of Migratory Species of Wild Animals     |
| 94       | 13 tháng 1 năm 2004  | glfc.int          | Great Lakes Fishery Commission                                          |
| 95       | 16 tháng 1 năm 2004  | ctbto.int         | Preparatory Commission for the Comprehensive Nuclear-Test-Ban           |
| 96       | 30 tháng 6 năm 2005  | apt.int           | Asia-Pacific Telecommunity                                              |
| 97       | 28 tháng 7 năm 2005  | cospas-sarsat.int | International Cospas-Sarsat Programme                                   |
| 98       | 16 tháng 8 năm 2005  | iho.int           | International Hydrographic Organization                                 |
| 99       | 1 tháng 12 năm 2005  | cedare.int        | Centre for Environment and Development for the Arab Region and Europe   |
| 100      | 18 tháng 1 năm 2006  | sica.int          | Central American Integration System                                     |

## .arpa
| Thứ hạng | Ngày đăng ký         | Tên miền             | Được đăng ký cho                                       |
| -------- | -------------------- | -------------------- | ------------------------------------------------------ |
| 0        | 1 tháng 1 năm 1985   | arpa                 | Internet Architecture Board (ban đầu do DARPA sử dụng) |
| 1        | 27 tháng 9 năm 1994  | in-addr.arpa         | Internet Architecture Board                            |
| 2        | 14 tháng 9 năm 2000  | e164.arpa            | Internet Architecture Board                            |
| 3        | 10 tháng 11 năm 2001 | ip6.arpa             | Internet Architecture Board                            |
| 4        | 1 tháng 10 năm 2002  | uri.arpa             | Internet Architecture Board                            |
| 4        | 1 tháng 10 năm 2002  | urn.arpa             | Internet Architecture Board                            |
| 6        | 29 tháng 8 năm 2006  | iris.arpa            | Internet Architecture Board                            |
| 7        | 29 tháng 4 năm 2010  | in-addr-servers.arpa | Internet Architecture Board                            |
| 7        | 29 tháng 4 năm 2010  | ip6-servers.arpa     | Internet Architecture Board                            |
| 9        | 30 tháng 9 năm 2013  | ipv4only.arpa        | Internet Architecture Board                            |
| 10       | 21 tháng 1 năm 2015  | as112.arpa           | Internet Architecture Board                            |
| 11       | 15 tháng 3 năm 2018  | home.arpa            | Internet Architecture Board                            |
| Nguồn:   |                      |                      |                                                        |